# Türk Ajansı Kıbrıs
Türk Ajansı Kıbrıs (TAK, Deutsch: Türkische Nachrichtenagentur Zypern) ist eine Nachrichtenagentur in der Türkischen Republik Nordzypern. Sie wurde am 21. Dezember 1973 gegründet und hat den Auftrag, Nachrichten aus der Türkischen Republik Nordzypern ins Ausland zu liefern und ausländische Nachrichten für das Land aufzubereiten. Hierzu sendet die TAK Nachrichten an die Agenturen Reuters, AP, Agence France-Presse und IRNA und empfängt im Gegenzug Nachrichten von erstgenannter Agentur.
Innerhalb des türkischsprachigen Raums bedient die TAK im Inland Medien wie die Presse, TV-Sender und Radiostationen und in der Türkei die Nachrichtenagentur Anadolu Ajansı und die Rundfunkanstalt TRT.